# Cavaleiros da Camélia Branca
Os Cavaleiros da Camélia Branca (em inglês, Knights of the White Camelia) foram uma organização americana de supremacia branca que atuou no sul dos Estados Unidos no final do século XIX. Semelhante e associada à Ku Klux Klan, ela se opunha aos direitos dos libertos.

## História
Os Cavaleiros da Camélia Branca (nome aparentemente devido à camélia, um tipo de flor) foram fundados pelo Coronel do Exército dos Estados Confederados, Alcibiades DeBlanc, em 22 de maio de 1867, em Franklin, Louisiana. O autor Christopher Long declarou: “Seus membros se comprometeram a apoiar a supremacia da raça branca, a se opor à miscigenação das raças, a resistir à invasão social e política dos chamados carpetbaggers e a restaurar o controle branco do governo”. O historiador Nicholas Lemann os chama de a principal organização terrorista da Louisiana. Suas táticas (que incluíam “perseguição, açoites e, às vezes, assassinatos”) “produziram um reinado de terror entre a população negra do estado durante o verão e o outono de 1868”. O número estimado de mortos em sua campanha de terror pode ter chegado a 1.800 pessoas, com um número ainda maior de feridos. O duplo assassinato do juiz pró-republicano Valentine Chase e do xerife Henry H. Pope da Paróquia de St. Mary pode ter sido cometido por eles.
Os capítulos existiam principalmente na parte sul do Deep South. O historiador George C. Rable observou que, “Embora os republicanos vissem evidências de uma conspiração maciça nesses ultrajes, na Louisiana e em outros lugares, os terroristas brancos não estavam organizados além do nível local”. Um objetivo adicional do grupo era impedir que a mão de obra agrícola dos libertos deixasse as plantações. Ao contrário da Ku Klux Klan, que tinha grande parte de seus membros entre os sulistas de classe baixa (principalmente veteranos confederados), a White Camelia era formada principalmente por sulistas de classe alta, incluindo médicos, proprietários de terras, editores de jornais e oficiais. Em geral, eles também eram veteranos confederados, a parte superior da sociedade antebellum. Ela começou a declinar, apesar de uma convenção em 1869. As pessoas mais agressivas se juntaram à White League ou a organizações paramilitares semelhantes que se organizaram em meados da década de 1870. Em 1870, os Cavaleiros da Camélia Branca originais haviam praticamente deixado de existir. Entre seus membros estava o juiz da Louisiana Taylor Beattie, que liderou o massacre de Thibodaux em 1887.

## Legado
Em 1939, a Time informou que o antissemita George E. Deatherage, da Virgínia Ocidental, estava se descrevendo como o “comandante nacional dos Cavaleiros da Camélia Branca”. Na década de 1990, um grupo da Ku Klux Klan, com sede no leste do Texas, adotou o nome. Segundo o livro Soldiers of God, a Camélia Branca da nova era tem uma forte influência em Vidor, Texas. Desde o retorno do nome White Camelia, os chamados grupos da Klan “White Camelia” (às vezes grafados como "Kamelia") também surgiram na Louisiana e na Flórida.